# Primeira Guerra Mitridática
A Primeira Guerra Mitridática (89–85 a.C.) foi um conflito contra a expansão da hegemonia da República Romana sobre o mundo grego. Neste conflito, o Reino do Ponto e muitas pólis gregas em revolta foram lideradas por Mitrídates VI do Ponto contra os romanos e seus aliados do Reino da Bitínia. Depois de cinco anos, os romanos firmaram a Paz de Dárdanos, cujos termos forçaram Mitrídates a abandonar todas as suas conquistas e a retornar para o seu reino. Esta foi a primeira das três Guerras Mitridáticas travadas no século I a.C.

## Contexto
Depois de sua ascensão ao trono do Reino do Ponto, Mitrídates VI se dedicou a expandir seu reino. Contudo, os estados vizinhos eram todos reinos clientes de Roma e qualquer ataque a eles inevitavelmente levaria a uma guerra contra a República Romana. Depois de anexar a maior parte da costa à volta do Mar Negro, Mitrídates voltou sua atenção para a Ásia Menor, especialmente para o Reino da Capadócia, onde sua irmã, Laódice, era rainha. Mitrídates contratou o assassinato de seu cunhado, o rei Ariarates VI, pelas mãos de Górdio, um nobre capadócio aliado dos pontinos, e deixou o trono para Laódice, que reinou como regente do jovem Ariarates VII.
A rainha se casou em seguida com Nicomedes III da Bitínia, cujo reino era o inimigo tradicional do Ponto, e os dois anexaram a Capadócia. Mitrídates retaliou expulsando Nicomedes e se estabelecendo como protetor de seu sobrinho no trono. Quando Ariarartes se recusou a a receber Górdio de volta, Mitrídates invadiu a Capadócia novamente e o executou. Logo depois, ele colocou seu próprio filho, também chamado Ariarates, no trono sob a tutela de Górdio. Nicomedes apelou para o Senado Romano, que determinou que Mitrídates deveria sair da Capadócia e que Nicomedes deveria deixar a Paflagônia. Além disto, o Senado nomeou Ariobarzanes I como rei da Capadócia. De seu lado, Mitrídates incitou seu genro, Tigranes da Armênia, a invadir a Capadócia para expulsar Ariobarzanes.

### Embaixada de Aquílio (90–89 a.C.)
No final do verão de 90 a.C., uma embaixada senatorial foi enviada para o oriente sob a liderança de Mânio Aquílio e Mânlio Maltino para garantir que Nicomedes e Ariobarzanes voltassem para seus respectivos tronos. O senado também enviou instruções a Cássio, "o comandante da Ásia em Pérgamo, que tinha um pequeno exército", e para o próprio Mitrídates, urgindo que ele ajudasse.

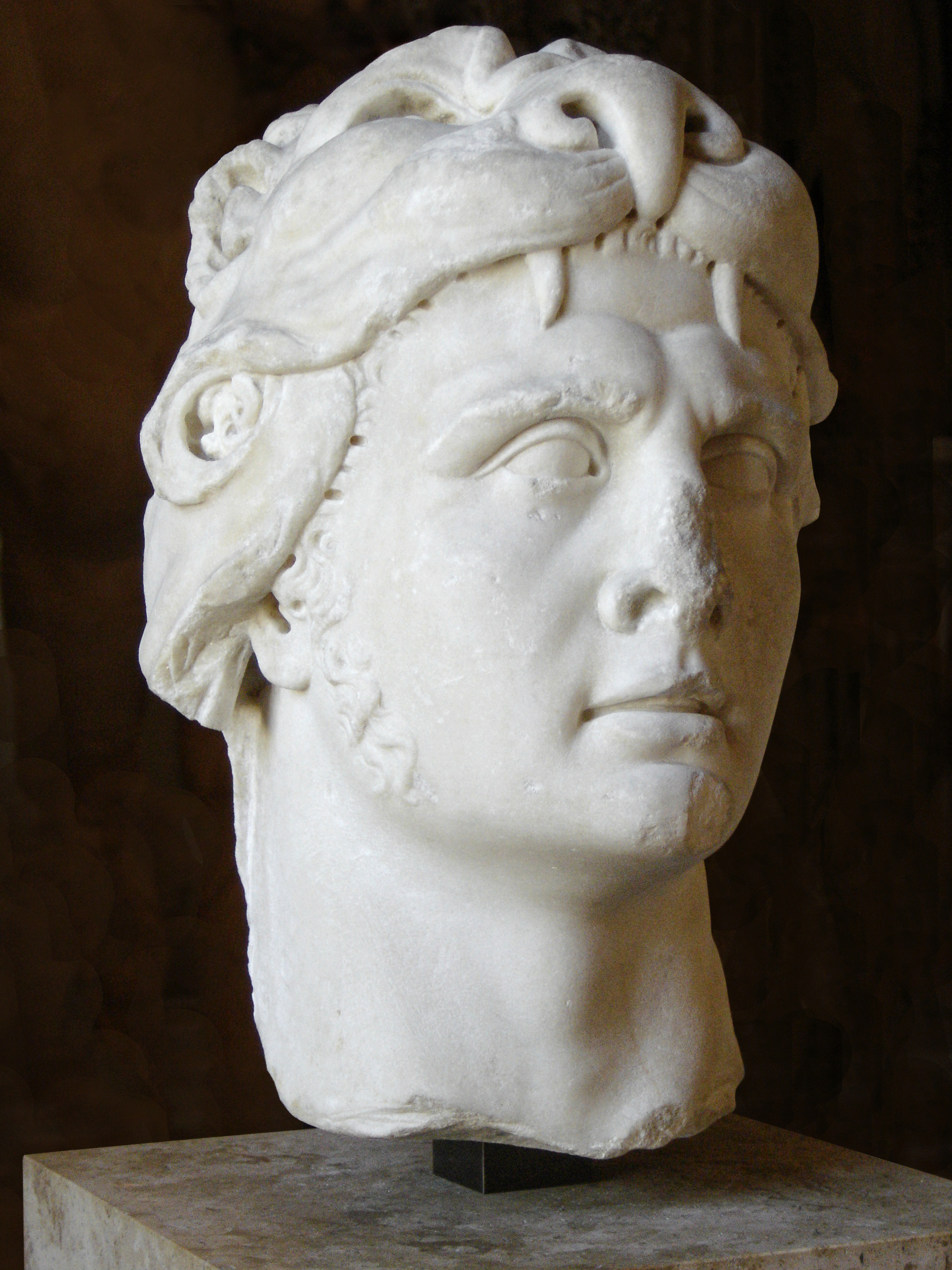
Mitrídates VI do Ponto.
Busto no Louvre, em Paris.

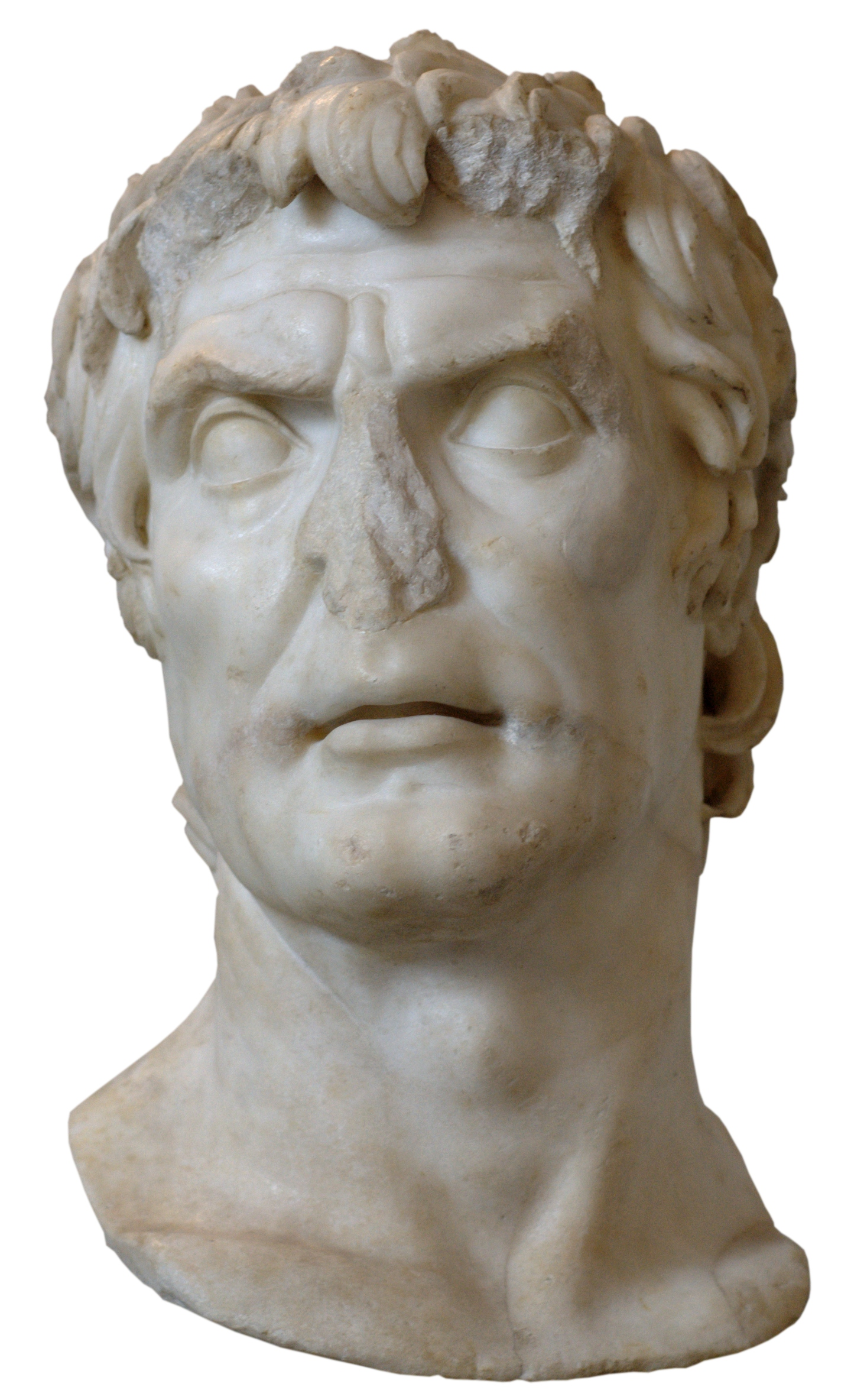
Sula.
Busto na Gliptoteca de Munique.

O "pequeno exército de Cássio" era provavelmente a guarnição padrão de tempos de paz, um número que varia entre meia e uma legião (de 5 a 10 coortes), além de umas poucas tropas auxiliares — certamente não mais do que 5 000 homens. Os emissários romanos rapidamente aumentaram o contingente com uma grande força de auxiliares gálatas e frígios e usaram este exército para restaurar os dois monarcas aos seus reinos determinados pelo Senado. Mitrídates, furioso com os romanos, não quis cooperar, mas também não se opôs; os dois reis foram restaurados sem luta no outono de 90 a.C..
Com a missão cumprida, Aquílio e Maltino deveriam ter seguido diretamente para Roma no inverno de 90-89 a.C., mas, ao invés disto, com a desculpa de observar os movimento de Mitrídates. Seguindo instruções secretas do líder da facção dos populares no Senado, Caio Mário, Aquílio começou a provocar o rei do Ponto para que ele iniciasse uma guerra, uma política arriscada por causa da Guerra Social, que ainda estava em curso na península Itálica.
Os reis, especialmente Nicomedes, havia se endividado em Roma para subornar os senadores para que votassem por sua restauração — esta decisão estava em linha com a política romana na região, mas, aparentemente, nada mais se fazia no Senado na época em relação à política exterior sem um pagamento das forças estrangeiras. No grupo de Aquílio estavam alguns representantes destes credores e eles, com o apoio de Aquílio, incitaram os dois reis a invadirem o Reino do Ponto para conseguirem recursos para pagarem suas pesadas dívidas em Roma. Temendo o poderio militar de Mitrídates (e provavelmente cientes de que o Senado certamente não havia dado a ordem), nenhum dos dois reis se animou. Contudo, a pressão dos devedores sobre Nicomedes foi tamanha que ele acabou cedendo.
Foi provavelmente no final do outono de 90 a.C. que Nicomedes reconquistou o Bósforo pelo lado trácio e, no início da estação de navegação do ano seguinte (de meados março em diante), passou a impedir a saída de navios pônticos do Mar Negro para o Mar Egeu. Em meados da primavera de 89 a.C., Nicomedes invadiu o antigo território dinástico de Mitrídates, saqueando tudo pelo caminho e chegando até Amástris (moderna Amasra) sem encontrar resistência. Mitrídates já vinha se preparando para enfrentar Roma e estava pronto para responder a afronta. Com o objetivo final de conseguir a maior simpatia possível entre os povos da Anatólia, Mitrídates não se opôs ao raide bitínio para se mostrar como um inocente vítima de atos hostis de representantes e marionetes dos romanos. Os bitínios retornaram para casa com uma grande quantidade de riquezas, presumivelmente suficientes para o pagamento das dívidas de Nicomedes.
Depois do raide, Mitrídates enviou um emissário, Pelópidas, até os legados e comandantes romanos para reclamar, aparentemente em Pérgamo. Em paralelo, continuou seus preparativos para uma guerra, confiando especialmente em sua aliança com Tigranes da Armênia, pois a antiga aliança do Ponto com o Império Parta não podia ser acionada desde o assassinato de Mitrídates II da Pártia pelo rival Sanatruque no verão de 91 a.C. (este conflito acabaria tomando toda a atenção de Tigranes também, mas Mitrídates não tinha como saber disto na época). Mitrídates também se aproveitou de suas alianças para conseguir apoio e soldados de seus amigos na Trácia e na Cítia; ele também enviou emissários a Ptolemeu X Alexandre I do Egito, ao Império Selêucida e a diversos reis em Creta.
Pelópidas inteligentemente ignorou o fato de que os raides haviam sido incitados por Aquílio e seus aliados e apelou ao tratado firmado entre Roma e Mitrídates, urgindo que os romanos, como amigos e aliados, punissem ou contivessem a agressão bitínia. Enviados bitínios responderam primeiro citando a agressão contra a Bitínia e contra Nicomedes III e também os preparativos de Mitrídates para a guerra. Segundo eles, Mitrídates se preparava para enfrentar Roma e não o Reino da Bitínia. Pelópidas respondeu que o passado não importava e que Mitrídates aceitaria todas as decisões romanas no oriente, mas insistiu que algo deveria ser feito em relação à mais recente agressão dos bitínios: o fechamento do Bósforo e o saque do território pôntico. Mais uma vez, ele pediu que os romanos honrassem os termos do tratado e ajudassem Mitrídates a punir seus atacantes ou, pelo menos, que permanecessem neutros enquanto Mitrídates se vingava.
Pela habilidade de Pelópidas na defesa do caso do Reino do Ponto, Mitrídates conseguiu embaraçar e desacreditar os representantes romanos, que fingiram ouvir atentamente os dois lados e não podiam deixar de concordar com a injustiça óbvia cometida contra um aliado e amigo. Depois de uma grande demora, os romanos finalmente decidiram que nada deveria ser feito contra o aliado Mitrídates e também que não seria permitida uma guerra contra Nicomedes, cujo enfraquecimento não era do interesse dos romanos. Pelópidas ficou insatisfeito com a resposta, mas cedeu e partiu de volta para casa.

### Re-anexação da Capadócia (verão de89 a.C.)
Mitrídates Vi sabia bem como funcionava a política romana e como poderia pedir reparações ao Senado romano se desejasse. Porém, sua intenção era aproveitar a recente invasão de seu território. Depois do retorno de Pelópidas, ele enviou seu filho Ariarartes para a Capadócia à frente de um poderoso exército no verão de 89 a.C.. A ocupação foi rápida e, uma vez mais (esta era a quarta invasão), Ariobarzanes I, o escolhido dos romanos, foi expulso e o trono foi assumido por Ariarartes. Esta usurpação violava tanto o senatus consultum que empoderou a embaixada de Aquílio quanto o tratado entre romanos e pônticos. Foi um movimento estratégico que visava claramente provocar uma guerra contra Roma: ao contrário de Nicomedes, Ariobarzanes nada havia feito para ofender Mitrídates. Tratava-se, portanto, de uma declaração de facto de guerra.
A principal fonte antiga, Apiano, afirma que os dois lados começaram a juntar forças para uma guerra total, implica uma culpa de Mitrídates. Uma embaixada pôntica foi enviada a Roma e os preparativos da guerra provavelmente ocuparam o resto de 89 a.C..
Os detalhes do começo da guerra, por outro lado, revelam que a guerra foi precipitada pelo próprio Aquílio, que estava claramente ansioso para começar a guerra antes do retorno da embaixada pôntica — embora as chances de sucesso da embaixada fossem mínimas por causa da reocupação da Capadócia, havia a possibilidade de, no contexto das terríveis perdas na Guerra Social, o Senado preferir negociar um acordo e enviar uma nova embaixada para substituir Aquílio. As ordens de Caio Mário para Aquílio provavelmente continuavam as mesmas: precipitar uma guerra. Porém, a situação era ainda mais favorável aos populares de Mário, pois a guerra era inevitável, mas ainda a iniciar, o que dava tempo para que ele partisse para a província da Ásia antes que ela começasse. A eleição do optimate Lúcio Cornélio Sula como cônsul romano no outono de 89 a.C. foi um choque e pegou Mário de surpresa. Notícias da segunda expulsão de Ariobarzanes (por volta de julho de 89 a.C.) provavelmente chegaram em Roma em setembro, um mês ou dois antes da eleição de Sula. Nas palavras de Plutarco:
| “ | Sula considerava seu consulado um evento insignificante quando comparado aos eventos futuros. O que inflamava sua imaginação era a possibilidade de uma guerra contra Mitrídates. Neste ponto, porém, ele se viu enfrentando Mário. | ” |
|   | — Plutarco, Vidas Paralelas, Vida de Sula 7.1. |   |

Claramente a visão majoritária em Roma era que a reocupação da Capadócia era a gota d'água e que o rei pôntico deveria ser atacado e deposto. Ainda mais importante, a desaceleração da Guerra Social liberava as tropas necessárias. Sula havia se apresentado ao público romano como um grande comandante nas Guerras Sociais e sua eleição ao consulado aparentemente foi costurada no final do outono de 89 a.C. através de seu casamento com Cecília Metela Dalmática, viúva do recém-falecido príncipe do senado Marco Emílio Escauro, prima do pretor Metelo Pio e dos jovens irmãos Lúcio e Marco Lúculo. O outro cônsul eleito, Pompeu Rufo, casou seu filho, Quinto Pompeu Rufo, o Menor, com a filha de Sula, Cornélia Sula. Estes arranjos valeram a Sula toda a influência dos Metelos nas eleições e também o apoio de seu colega. Entre os derrotados estava um outro ambicioso patrício, o vir militaris Lúcio Cornélio Cina, que se aliou a Mário.

## Guerra

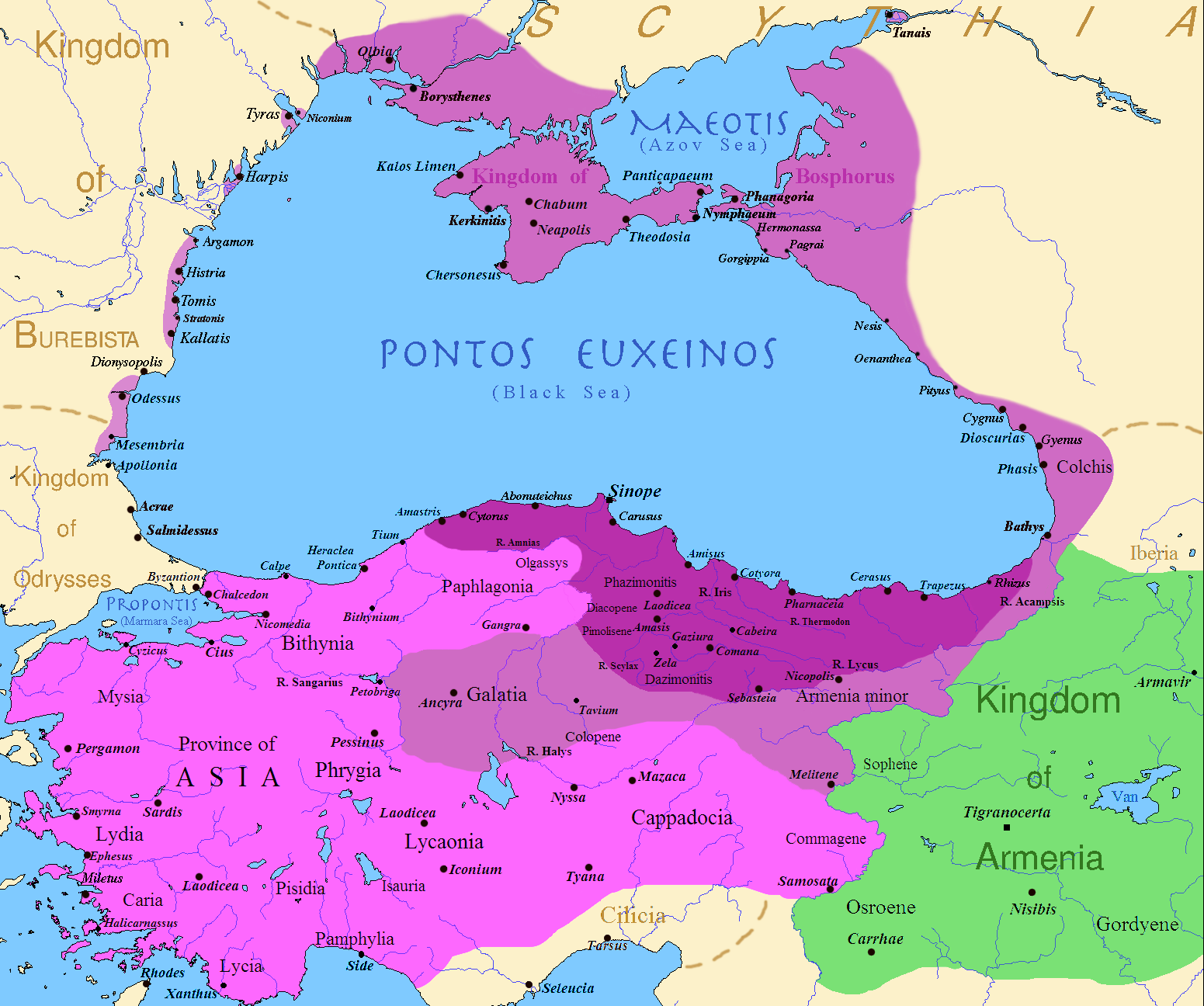
Domínios de Mitrídates VI em, depois de ter tomado à República Romana os territórios das províncias de Ásia e Cilícia, além dos reinos clientes, aliados dos romanos, de Capadócia e Bitínia

Em 88 a.C., Mitrídates respondeu ao ataque de Nicomedes com um potente contra-ataque. O seu comandante, Arquelau, com 40 000 soldados de infantaria e 10 000 de cavalaria, derrotou o exército bitínio na Batalha do Rio Ânias e o exército romano, comandado por Aquílio, na Batalha do Monte Escorobas. A frota romana do Mar Negro simplesmente rendeu-se. A Capadócia, Bitínia e a província romana da Ásia foram arrasadas e muitas antigas cidades gregas, como Pérgamo, Éfeso e Mileto receberam Arquelau como um libertador do jugo romano.

### Vésperas asiáticas (maio de88 a.C.)
Na Bitínia, Mitrídates recebeu um conselho estranho e radical do mais proeminente filósofo grego da corte, Metrodoro de Escépsis, conhecido como "ho misoromaios" ("odiador de romanos") por causa da posição extremada defendida por ele em relação aos romanos. Metrodoro sugeriu que, para prender as comunidades das províncias romanas à causa pôntica, o rei deveria ordenar o extermínio de todos os romanos sem distinção de gênero ou idade e forçar a participar de todas as autoridades civis gregas no ato, o que afetaria o domínio romano de forma permanente e irrevogável.
Logo depois de assegurar o comando da província da Ásia, no início de abril, Mitrídates colocou o conselho em prática. O massacre foi cuidadosamente planejado e coordenado para que as vítimas não suspeitassem. Mitrídates escreveu para todas as autoridades da província detalhando as medidas a serem tomadas e estipulando que as mortes deveriam ocorrer exatamente um mês depois da data de sua carta. A data exata não foi mencionada, mas provavelmente ocorreu no início de maio de 88 a.C.. O massacre afetou profundamente as relações greco-romanas daí em diante. Segundo Apiano, 80 000 romanos e italianos foram assassinados nestas "Vésperas Asiáticas". Segundo Plutarco, o número foi ainda maior.
Mitrídates consolidou a conquista da Ásia e estabeleceu sua presença na Grécia através de Arquelau, que colocou Aristião como tirano de Atenas. Os romanos rapidamente declararam guerra.

### Cerco de Atenas (verão de 87–início de86 a.C.)

Atenas e o porto de Pireu, ligadas pela Longa Muralha. As duas cidades foram capturadas por Sula em

Em 87 a.C., o cônsul Lúcio Cornélio Sula desembarcou no Epiro (Grécia ocidental) e marchou para Atenas passando pela Ática e pela Beócia, onde conseguiu a aliança da maioria das cidades, especialmente Tebas. Depois de uma vitória mencionada por Pausânias (1.20.5) e Mêmnon (22.11), a maior parte do Peloponeso se entregou, mas Atenas permaneceu leal a Mitrídates. O exército de Sula tomou Atenas nas calendas de março durante o consulado de Mário e Cina, dia 12 de fevereiro de 86 a.C.. O cerco de Atenas foi longo e brutal e as tropas experientes de Sula, veteranas da Guerra Social, cercaram completamente a cidade e tomaram sua muralha. Logo depois o porto de Pireu também foi capturado e Sula permitiu que ele fosse saqueado e demolido. No incêndio que se sucedeu, o famoso "Arsenal de Fílon" foi destruído. Caio Escribônio Curião recebeu o comando do cerco à Acrópole e recebeu a rendição, "algum tempo depois", de Aristião e seus seguidores (provavelmente no final da primavera). Atenas foi duramente punida e permaneceu leal aos romanos para sempre depois desta campanha.

### Campanha de Queroneia
Mesmo depois da captura de Pireu por Sula, Arquelau continuou a guerra, aproveitando-se do comando dos mares para impedir que suprimentos chegassem até Atenas e ao exército de Sula. No começo da primavera, a estratégia de Arquelau começou a surtir efeito, especialmente por que a Ática era uma região rochosa que, se por um lado atrapalhava a ação da grande cavalaria pôntica presente na região, por outro era árida e famosa por ser incapaz de sustentar nem mesmo sua população.
No começo da primavera de 86 a.C., o general Taxiles juntou suas forças e marchou para o sul e invadiu a Tessália, enviando uma mensagem para que Arquelau se juntasse a ele no portos de Magnésia. Arquelau, que era o comandante sênior na região, recusou a oferta e preferiu manter o bloqueio da Ática. Na Tessália estava uma pequena força exploratória romana liderada pelo legado Lúcio Hortênsio, irmão do famoso Quinto Hortênsio Orador. Apesar de sua reputação e energia, Hortênsio pouco pôde fazer contra o enorme exército invasor a não ser marchar para o sul juntamente com algumas unidades auxiliares recrutadas na região. Em abril de 86 a.C., quase sem suprimentos e preocupado com o destino da força de Hortêncio, Sula tomou a corajosa decisão de abandonar a Ática e e seguir para a Beócia para alimentar seu exército, o que o deixou exposto aos perigosos ataques de cavalaria do exército pôntico.
Na Beócia, os dois exércitos se encontraram e Sula derrotou Arquelau na Segunda Batalha de Queroneia — o mesmo local no qual Filipe II da Macedônia e o jovem Alexandre, o Grande, derrotaram as forças combinadas de Atenas e Tebas 250 anos antes, assegurando a supremacia macedônica. A derrota deixou poucas opções a Arquelau, que navegou para o norte para tentar se juntar a Taxiles.

### Campanha de Lúculo
Em paralelo, Lúcio Licínio Lúculo, oficial questor de Sula, derrotou a frota mitridática na Batalha de Tênedos. Em 85 a.C., Arquelau conseguiu finalmente os reforços de que tanto precisava, mas acabou novamente derrotado na Batalha de Orcômeno.
Contudo, a situação em Roma permanecia instável. Depois que os populares tomaram o controle de Roma, um novo exército senatorial foi enviado para a Ásia com a missão de enfrentar Mitrídates e Sula. No comando estava Lúcio Valério Flaco, que encontrou muitas das pólis gregas da região em revolta contra Mitrídates. Porém, Flaco foi assassinado num motim comandado por Caio Flávio Fímbria, que derrotou Mitrídates na Batalha do Ríndaco. Sula, percebendo o perigo de uma vitória popular, rapidamente ofereceu a paz. O Tratado de Dárdanos permitiu que Mitrídates mantivesse seu reino e liberou Sula para que ele voltasse sua atenção para Fímbria.
Percebendo que não seria capaz de enfrentar Sula e já com um grande número de desertores, Fímbria se atirou em sua espada. Sula então se consolidou na Ásia, impondo grandes indenizações às cidades rebeldes e cobrando cinco anos de impostos atrasados, o que as deixou completamente endividadas. Depois de pacificar a região, Sula retornou para a Itália para enfrentar os populares.

## Consequências
O início das Guerras Mitridáticas submergiu a Anatólia numa época obscura. Com o auge do agressivo Império Armênio, a guerra estendeu-se por toda a península. Romanos e armênios, as novas potências da região, deram início a uma época de grande rivalidade.